# Lufthansa CityLine
Lufthansa CityLine – niemiecka linia lotnicza z siedzibą w Monachium. Obsługuje regionalne połączenia do 85 miast w Europie. Głównymi hubami są Port lotniczy Frankfurt i Monachium.

## Historia
Została założone w 1958 w Emden, w Dolnej Saksonii pod nazwą OLT (Ostfriesische Lufttaxi). W 1989 Lufthansa przejęła większościowe udziały w linii lotniczej, włączając ją do swojej grupy. W marcu 1992 w ramach integracji z grupą nazwa została zmieniona z DLT (Deutsche Luftverkehrsgesellschaft) na obecną.

## Flota
Według stanu na lipiec 2025 flota Lufthansa CityLine składała się z 40 samolotów o średnim wieku 17,7 lat:
| Samolot            | Samolot | Samolot   | Liczba miejsc | Uwagi                                 |
| Model              | Aktywne | Zamówione | Liczba miejsc | Uwagi                                 |
| ------------------ | ------- | --------- | ------------- | ------------------------------------- |
| Airbus A319-100    | 12      | -         | 138           |                                       |
| Airbus A320neo     | 1       | -         | 180           |                                       |
| Airbus A321-200    | 4       | -         | -             | Prowadzi operacje dla Lufthansa Cargo |
| Bombardier CRJ-900 | 23      | -         | 84            |                                       |
| Bombardier CRJ-900 | 23      | -         | 90            |                                       |
| Łącznie            | 40      | 0         |               |                                       |